# Tuberculatus maureri
Tuberculatus maureri är en insektsart som först beskrevs av Joseph Swain 1918.  Tuberculatus maureri ingår i släktet Tuberculatus och familjen långrörsbladlöss. Inga underarter finns listade i Catalogue of Life.